# Lissonota angusta
Lissonota angusta là một loài tò vò trong họ Ichneumonidae.